# カルデラ (バンド)
カルデラ（Caldera）は、ジャズ、ファンク、ロックとラテン音楽を組み合わせたアメリカ合衆国のバンドである。リターン・トゥ・フォーエヴァーやウェザー・リポートがカルデラに影響を与えているが、メンバーたちはソウル、アフロ・キューバン・ジャズ、サルサ、サンバ、ペルー音楽にも影響を受けた。

## 略歴
キーボード奏者のエドゥアルド・デル・バリオとギタリストのジョージ・ストランツ（ストランツ&ファラー）が率いるカルデラのメンバーは、ラテンアメリカとアメリカ合衆国の一部地域からやって来た。ベース奏者のディーン・コルテスとサックス奏者のスティーヴ・タヴァローニはアメリカで生まれたが、他のメンバーはコスタリカ（ストランツ）、アルゼンチン（デル・バリオ）、キューバ（ドラマーのカルロス・ヴェガ）、ブラジル（パーカッションのマイク・バイアーノ・アゼヴェド）で生まれた。
1976年、カルデラはキャピトル・レコードと契約し、セルフタイトルのデビュー・アルバムをレコーディングした。その後、1977年に『スカイ・アイランド』、1978年に『タイム&チャンス』、1979年に『英雄伝説』が続いた。アース・ウィンド・アンド・ファイアーのラリー・ダンが、アルバム『スカイ・アイランド』の共同プロデュースを務めた。カルデラの曲「Out of the Blue」は、1977年1月にビルボード・ホット・ソウル・シングル・チャートの95位に達した。アルバム『タイム&チャンス』は、1978年10月にビルボードのベストセラー・ジャズ・LPチャートで46位になった。「Ancient Source」という楽曲は、アメリカ人ラッパーのジョーイ・バッドアスによって彼の曲「95 Til' Infinity」の中にサンプリングされた。彼らのサード・アルバムを除くすべてのアルバムがCDで再発されている。
バンドは1979年に解散した。しかし、カルデラのメンバーのほとんどは、解散後もずっと忙しいままだった。ストランツは、イラン/ペルシャのギタリストであるアルデシール・ファラーと共にギターデュオ「ストランツ&ファラー (Strunz & Farah)」を結成し、デル・バリオは、1980年代と1990年代を通じて、アース・ウィンド・アンド・ファイアー、スタン・ゲッツ、ダイアン・リーヴスなどのアーティストと一緒に仕事した。

## ディスコグラフィ

### アルバム
- 『カルデラ』 - Caldera (1976年)
- 『スカイ・アイランド』 - Sky Islands (1977年)
- 『タイム&チャンス』 - Time and Chance (1978年)
- 『英雄伝説』 - Dreamer (1979年)